# Facción
Facción (del latín, factio, derivado de factum, supino de facere, hacer), además de su significado anatómico (cualquiera de las partes que componen el conjunto del rostro humano), es una división dentro de un grupo político o una corte noble (utilizándose también las expresiones bandería, bando o fracción política o nobiliaria, en cada caso). Cuando el término se emplea en contextos de motín, rebelión o revuelta, o incluso de insurgencia, guerrilla o guerra civil, suele designar a un movimiento social de base más amplia (parcialidad de la gente amotinada o rebelada; cada una de las subdivisiones del grupo principal, cabeza o foco de la insurrección).
Faccioso es el que sigue a una facción, especialmente un rebelde armado. Existe alguna confusión paronímica entre "faccioso" y fascista, así como entre "facción" y fascio.
Uno de los Episodios Nacionales de Benito Pérez Galdós lleva el título de Un faccioso más y algunos frailes menos.
Las características de la política faccional o de facciones (faccionalismo) son presentadas habitualmente de forma peyorativa, como "baja política", propia de "politicastros", frente a la "alta política" propia de los "verdaderos políticos" o estadistas. Otros términos confluyentes, con mayor o menor intención peyorativa, son el sectarismo (especialmente en cuestiones religiosas, pero también políticas) y el particularismo (estamental, territorial, religioso, etc.)
No hay una diferencia evidente entre facciones políticas y otras agrupaciones de carácter informal, como las familias políticas o las "corrientes" y "tendencias" internas dentro de un partido político o de un gobierno ("camarillas"). Con anterioridad al establecimiento del sistema de partidos, la dinámica interna de los clubes políticos era hasta cierto punto similar (grupos políticos de la Revolución francesa); y con posterioridad a ello, fenómenos similares son el clientelismo político y el denominado caciquismo.